# Luis Maldonado (político)
Luis Maldonado fue un político y legislador argentino, que cumplió varias funciones públicas en la Provincia de San Luis. Después de que la cámara legislativa destituyera al exgobernador Juan Pascual Calderón, fue nombrado como gobernador interino el 8 de diciembre de 1859 hasta el 5 de marzo de 1860. Se caracterizó por tener un carácter tranquilo y contemporizador; fue muy amigo y estrecho colaborador del teniente coronel Juan Saá. En 1827 fue Diputado Provincial y votó por el rechazo de la Constitución Unitaria de 1826. En 1862 retorna a la legislatura. 
Como gobernador restableció el orden y normalización de la provincia después de los males que la estaban azotando. Autorizó el pago de la Guardia Nacional que colaboró para la destitución del exgobernador Juan Pascual Calderón, encargó al Teniente Coronel Juan Saá que pusiera en campaña y posesión a los nuevos comandantes militares, como así también otra medida tendiente a asegurar el orden y la buena administración. Después de esta misión tuvo concurso de las autoridades para nombrarlo como gobernador electo.